# Pseudodivona albonigrella
Pseudodivona albonigrella är en fjärilsart som beskrevs av Hans Georg Amsel 1954. Pseudodivona albonigrella ingår i släktet Pseudodivona och familjen mott. Inga underarter finns listade i Catalogue of Life.